# Bohumír Popelář
Bohumír Justyn Popelář (31. října 1914 Kokořov u Plzně – 20. července 1969 Brno) byl český učitel, vysokoškolský pedagog, psycholog, zakladatel dálkového studia defektologie na Moravě, historik, spisovatel, průvodce Čedoku a Turisty.

## Život
Narodil se v selské usedlosti na Klatovsku, svůj profesní i osobní život spojil s Brnem, kam se v roce 1921 rodina přestěhovala. Jeho otec se stal správcem oddělení přírůstků a starých tisků v brněnské Universitní knihovně.
V letech 1925–1933 vychodil III. českou státní reálku v Brně Husovicích, na maturitu navázalo ještě roční studium na Státní pedagogické akademii (1932–1933). Poté se rozhodl pro studium na Přírodovědecké fakultě Masarykovy university a zároveň nastoupil jako výpomocný učitel v Obřanech.
Povinnou vojenskou službu, po marných pokusech o odklad, nastoupil u 106. dělostřeleckého pluku v Brně. Po absolvování důstojnické školy v Bratislavě a kurzu v Olomouci se stává četařem – aspirantem. Už jako poručík velel za mobilizace v roce 1938 dělostřelecké rotě.
Německá okupace Čech a Moravy v roce 1939 jej navrátila jako učitele do pomocné školy a znemožnila mu ukončení studií na fakultě. České vysoké školy byly zavřeny. V roce 1942 se oženil s Irenou Veselou. Po osvobození v roce 1945 skončil jako výpomocný učitel a získal definitivu. V létech 1945–1947 byl úředníkem školní rady. V roce 1946 získal doktorát přírodních věd (RNDr.) a byl jmenován inspektorem pro speciální školství.

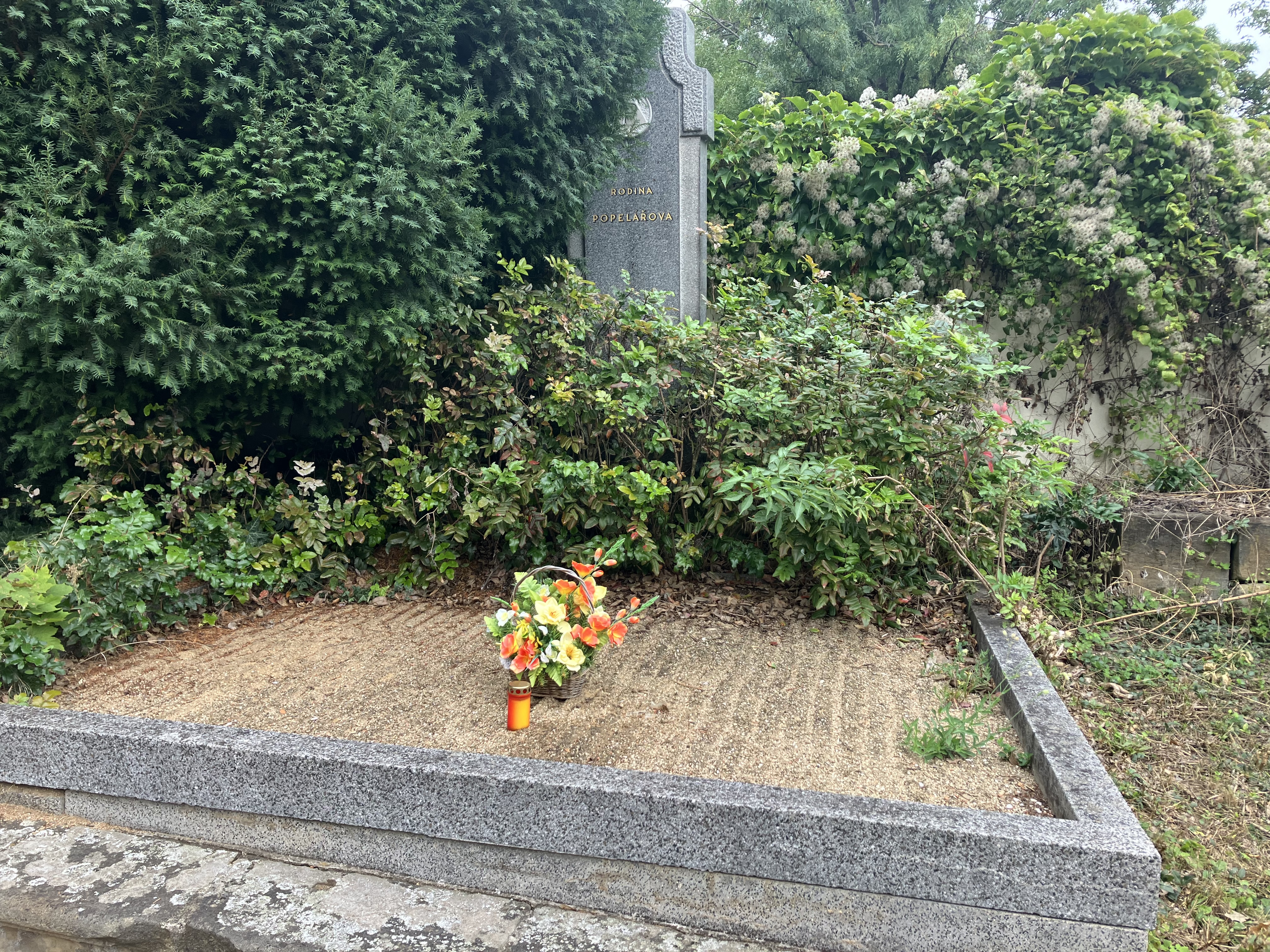
Hrob Bohumíra Popeláře

V roce 1948 se stal tajemníkem a odborným asistentem nové otevřené Pedagogické fakulty, kde setrval až do roku 1958. Uplatnil se zde jako přednášející, kdy zde mohl uplatnit své zkušenosti z oboru defektologie, v níž se stal brzy autoritou. Znal z vlastních návštěv metody i prostředí v ústavech pro postižené a opuštěné děti, pracoval v komisi Zemské třídící stanice pro mládež anormální i v ústavu pro narušenou mládež. Podařilo se mu soustředit okruh odborníků, z nichž se postupně vytvořil základ moravské teoretické defektologie.
Působil i v domově mládeže v Brně, odkud byl propuštěn z politických důvodů.
Byl znalcem brněnské historické topografie, shromáždil kartotéku s několika tisíci údajů o Brně, jeho stavbách, osobnostech, událostech. Pořádal přednášky, vycházky a exkurze, populární byly jeho články v tisku a rozhlasové pořady. Věnoval se i popularizaci brněnské historie mezi mládeží. Na začátku 60. let patřil k zakladatelům a organizátorům celoměstské soutěže pro školy „Znáš své město?“, která v modifikacích přetrvala dodnes. Jeho kniha Urbář pověstí brněnských se na knihkupeckých pultech ani neohřála. Další díly Urbáře, s pracovními názvy Listář a Adresář, už zůstaly jen v rukopise. Dětem věnoval příběh z brněnské historie Statečný Vít.
Zemřel na brněnské přehradě v kempu Obora v necelých 55 letech. Je pohřben na Ústředním hřbitově v Brně, sk. 32/hr. 37–38.

## Zajímavosti
- aktivně provozoval šerm
- 6. 3. 1967 měl úvodní slovo při otevření populární brněnské Černohorské pivnice U tří kohoutů.

## Dílo
- Test inteligence podle Termana, Binet-Simona, Bobertaga a Teischla upravil pro „Poradnu v Brně“ Bohumír Popelář (1941)
- Urbář pověstí brněnských (1946)
- Píseň lípě (1947)
- Disputacj to gest spor ljpy s dubem, w niemzz nalezzitie wypodobnienia wssechna trampota dwau stromuo, dwogjho lidu a dwogj prawdy, skrze czernidlo y pero toho pokorného pjsarze Bohumjra Gustyna Popelarze (1947)
- Statečný Vít (1948)
- Slovo o slavné písni české (1948)
- Slovníček kralické bibličtiny (1953)
- Úvod do studia speciální pedagogiky: Určeno pro posluchače Vysoké školy pedagogické v Brně (1954)
- Píseň o kanonýru Javůrkovi znovu napsal a pro přátele společně s tím tiskařem pilným vydal Bohumír J. Popelář (1956)
- Systém speciální pedagogiky: Určeno pro posluchače vyšší pedagogické školy v Brně a Opavě (1957)
- Anomalie mládeže s hlediska speciální pedagogiky: Určeno pro posluchače dálkového studia defektologie při vyšších pedagogických školách v Brně a Opavě (1957)
- Moravský obrozenský malíř Josef Švanda (1958)
- Z počátků prvního českého ústavu pro obtížně vychovatelnou mládež (1958)
- Přehled vývoje praxe a teorie speciální pedagogiky: Určeno pro posluchače dálkového studia vyšší pedagogické školy v Brně a Opavě (1958)
- Brno: Informačně turistická publikace (1959)